# Liga de Fútbol de Estambul
La Liga de Fútbol de Estambul fue una de varias ligas regionales en Turquía antes de que se conformarse la Liga Nacional en 1959. La liga de Estambul fundada en 1904 y descontinuada en 1959 fue considerada la más prestigiosa de las disputadas en el país.

## Palmarés

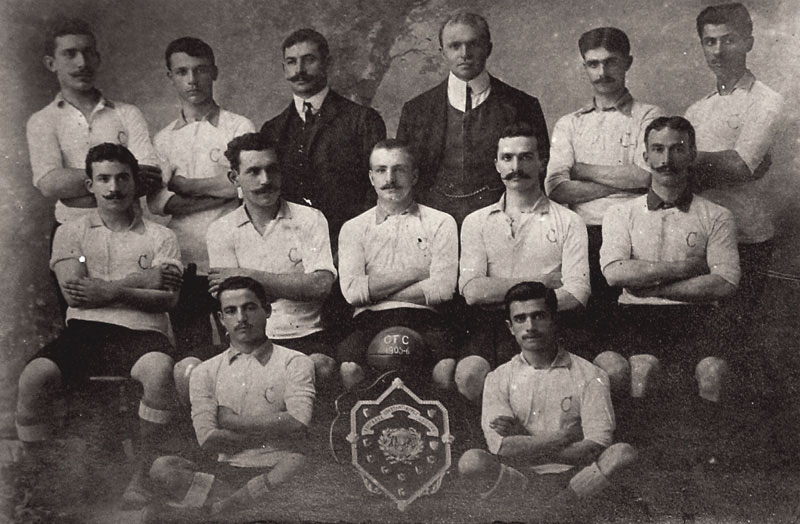
Cadi-Ceuy FC campeón 1905-06

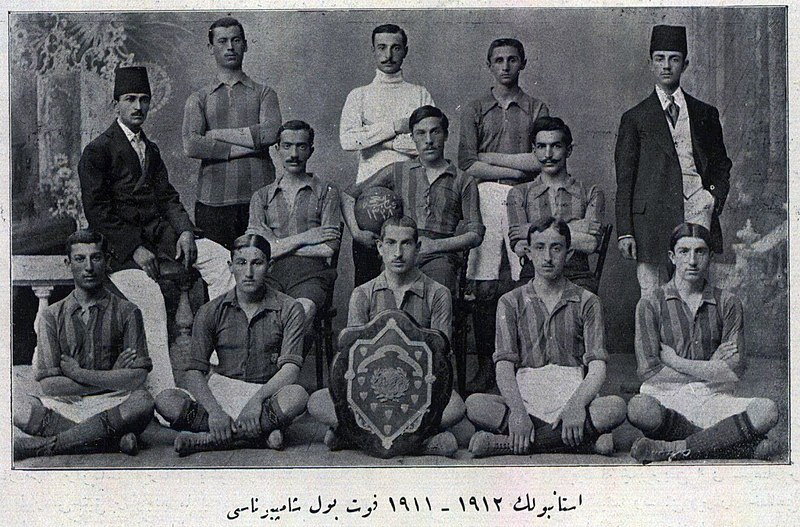
Fenerbahce SK campeón 1911-12

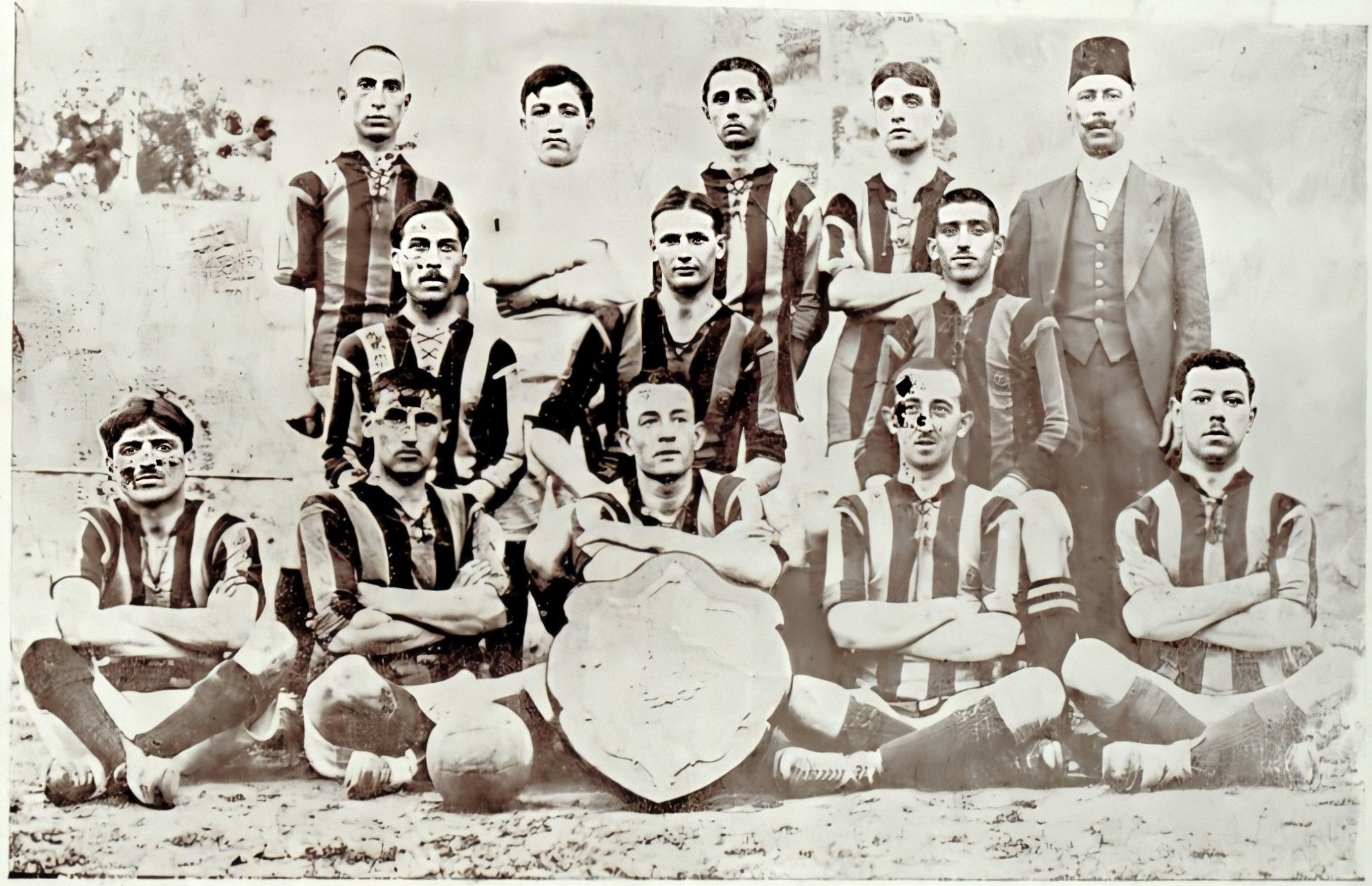
Fenerbahce SK campeón temporada 1913-14

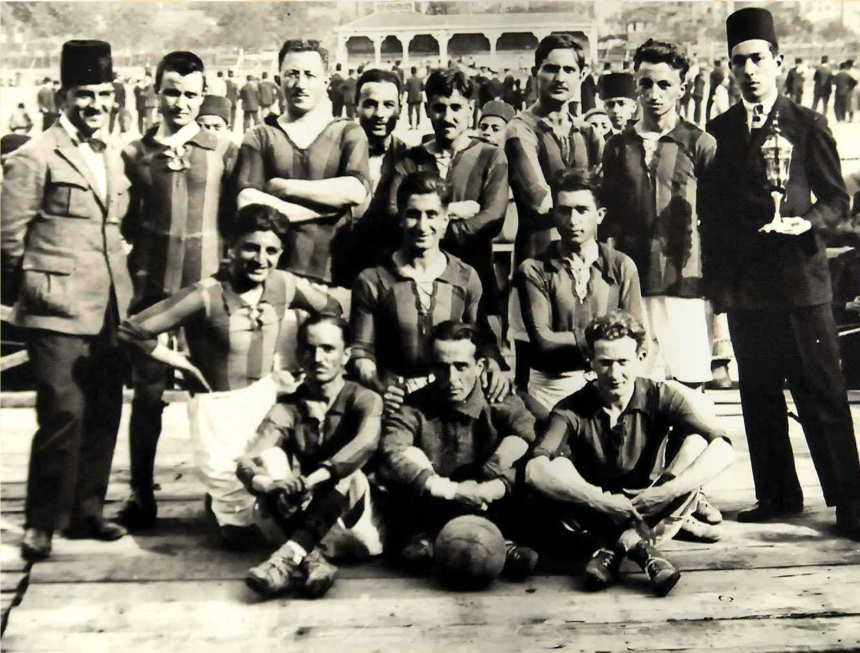
Galatasaray SK campeón 1921-22

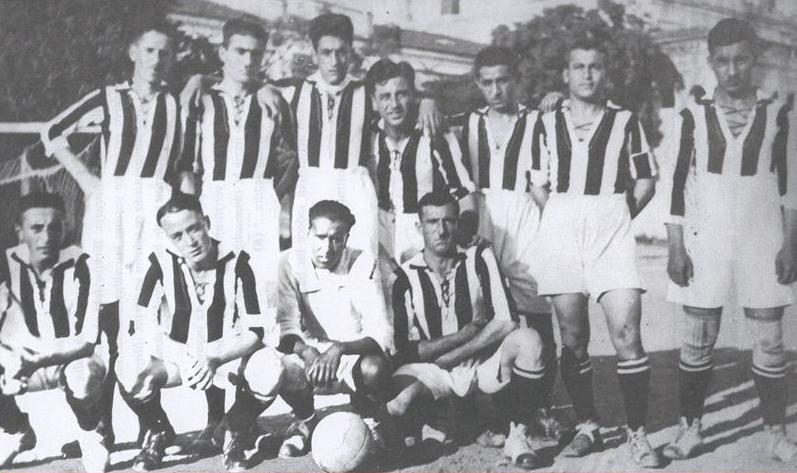
Besiktas JK campeón 1923-24

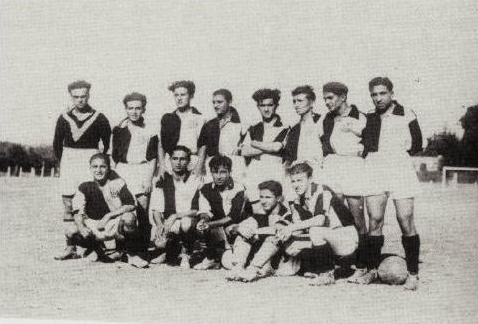
Istanbulspor campeón 1931-32

| Temporada | Campeón                               | Subcampeón                            | Máximo goleador                         |
| --------- | ------------------------------------- | ------------------------------------- | --------------------------------------- |
| 1904–05   | HMS Imogene FC (1)                    | Moda FC                               | Bandera de ?                            |
| 1905–06   | Cadi-Ceuy FC (1)                      | HMS Imogene FC                        | Bandera de ?                            |
| 1906–07   | Cadi-Ceuy FC (2)                      | Moda FC                               | Bandera de ?                            |
| 1907–08   | Moda FC (1)                           | Cadi-Ceuy FC                          | Bandera de ?                            |
| 1908–09   | Galatasaray SK (1)                    | Moda FC                               | Bandera de ?                            |
| 1909–10   | Galatasaray SK (2)                    | Strugglers FC                         | Bandera de ?                            |
| 1910–11   | Galatasaray SK (3)                    | Progress FC                           | Bandera de ?                            |
| 1911–12   | Fenerbahçe SK (1)                     | Rumblers FC                           | Bandera de ?                            |
| 1912–13   | cancelada por Guerras de los Balcanes | cancelada por Guerras de los Balcanes | cancelada por Guerras de los Balcanes   |
| 1913–14   | Fenerbahçe SK (2)                     | Altınordu SK                          | Bandera de ?                            |
| 1914–15   | Galatasaray SK (4)                    | Üsküdar Anadolu SK                    | Bandera de ?                            |
| 1914–15   | Fenerbahçe SK (3)                     | Türk İdman Ocağı                      | Bandera de ?                            |
| 1915–16   | Galatasaray SK (5)                    | Fenerbahçe SK                         | Bandera de ?                            |
| 1916–17   | Altınordu SK (1)                      | Üsküdar Anadolu SK                    | Bandera de ?                            |
| 1917–18   | Altınordu SK (2)                      | Fenerbahçe SK                         | Bandera de ?                            |
| 1918–19   | no disputada                          | no disputada                          | no disputada                            |
| 1919–20   | Abortada                              | Abortada                              | Abortada                                |
| 1920–21   | Fenerbahçe SK (4)                     | Galatasaray SK                        | Bandera de ?                            |
| 1921–22   | Galatasaray SK (6)                    | Fenerbahçe SK                         | Bandera de ?                            |
| 1922–23   | Fenerbahçe SK (5)                     | Altınordu SK                          | Bandera de ?                            |
| 1923–24   | Beşiktaş JK (1)                       | Galatasaray SK                        | Bandera de ?                            |
| 1924–25   | Galatasaray SK (7)                    | Vefa SK                               | Bandera de ?                            |
| 1925–26   | Galatasaray SK (8)                    | Fenerbahçe SK                         | Bandera de ?                            |
| 1926–27   | Galatasaray SK (9)                    | Fenerbahçe SK                         | Bandera de ?                            |
| 1927–28   | no disputada                          | no disputada                          | no disputada                            |
| 1928–29   | Galatasaray SK (10)                   | Fenerbahçe SK                         | Bandera de ?                            |
| 1929–30   | Fenerbahçe SK (6)                     | Galatasaray SK                        | Bandera de ?                            |
| 1930–31   | Galatasaray SK (11)                   | Fenerbahçe SK                         | Bandera de ?                            |
| 1931–32   | Istanbulspor (1)                      | Süleymaniye FC                        | Bandera de ?                            |
| 1932–33   | Fenerbahçe SK (7)                     | Beşiktaş JK                           | Bandera de ?                            |
| 1933–34   | Beşiktaş JK (2)                       | Fenerbahçe SK                         | Bandera de ?                            |
| 1934–35   | Fenerbahçe SK (8)                     | Galatasaray SK                        | Bandera de ?                            |
| 1935–36   | Fenerbahçe SK (9)                     | Galatasaray SK                        | Bandera de ?                            |
| 1936–37   | Fenerbahçe SK (10)                    | Güneş SK                              | Bandera de ?                            |
| 1937–38   | Güneş SK (1)                          | Fenerbahçe SK                         | Bandera de ?                            |
| 1938–39   | Beşiktaş JK (3)                       | Fenerbahçe SK                         | Bandera de ?                            |
| 1939–40   | Beşiktaş JK (4)                       | Fenerbahçe SK                         | Bandera de ?                            |
| 1940–41   | Beşiktaş JK (5)                       | Fenerbahçe SK                         | Bandera de ?                            |
| 1941–42   | Beşiktaş JK (6)                       | Galatasaray SK                        | Bandera de ?                            |
| 1942–43   | Beşiktaş JK (7)                       | Fenerbahçe SK                         | Bandera de ?                            |
| 1943–44   | Fenerbahçe SK (11)                    | Beşiktaş JK                           | Bandera de ?                            |
| 1944–45   | Beşiktaş JK (8)                       | Fenerbahçe SK                         | Bandera de ?                            |
| 1945–46   | Beşiktaş JK (9)                       | Fenerbahçe SK                         | Bandera de ?                            |
| 1946–47   | Fenerbahçe SK (12)                    | Vefa SK                               | Bandera de ?                            |
| 1947–48   | Fenerbahçe SK (13)                    | Beşiktaş JK                           | Lefter Küçükandonyadis (Fenerbahçe), 12 |
| 1948–49   | Galatasaray SK (12)                   | Beşiktaş JK                           | Şükrü Mustafa Gülesin (Beşiktaş JK), 13 |
| 1949–50   | Beşiktaş JK (10)                      | Fenerbahçe SK                         | Bülent Esel (Beşiktaş JK), 19           |
| 1950–51   | Beşiktaş JK (11)                      | Galatasaray SK                        | Recep Adanır (Beşiktaş JK), 13          |
| 1951–52   | Beşiktaş JK (12)                      | Galatasaray SK                        | Şevket Yorulmaz (Beşiktaş JK), 19       |
| 1952–53   | Fenerbahçe SK (14)                    | Beşiktaş JK                           | Şevket Yorulmaz (Beşiktaş JK), 17       |
| 1953–54   | Beşiktaş JK (13)                      | Galatasaray SK                        | Lefter Küçükandonyadis (Fenerbahçe), 14 |
| 1954–55   | Galatasaray SK (13)                   | Beşiktaş JK                           | Ali Beratlıgil (Galatasaray), 14        |
| 1955–56   | Galatasaray SK (14)                   | Fenerbahçe SK                         | Metin Oktay (Galatasaray), 19           |
| 1956–57   | Fenerbahçe SK (15)                    | Galatasaray SK                        | Metin Oktay (Galatasaray), 17           |
| 1957–58   | Galatasaray SK (15)                   | Fenerbahçe SK                         | Metin Oktay (Galatasaray), 19           |
| 1958–59   | Fenerbahçe SK (16)                    | Galatasaray SK                        | Metin Oktay (Galatasaray), 22           |

## Títulos por club
- Resumen de títulos obtenidos por cada club
| Club               | Campeón | Subcampeón | Años campeón                                                                                   |
| ------------------ | ------- | ---------- | ---------------------------------------------------------------------------------------------- |
| Fenerbahçe SK      | 16      | 18         | 1912, 1914, 1915, 1921, 1923, 1930, 1933, 1935, 1936, 1937, 1944, 1947, 1948, 1953, 1957, 1959 |
| Galatasaray SK     | 15      | 11         | 1909, 1910, 1911, 1915, 1916, 1922, 1925, 1926, 1927, 1929, 1931, 1949, 1955, 1956, 1958       |
| Beşiktaş JK        | 13      | 6          | 1924, 1934, 1939, 1940, 1941, 1942, 1943, 1945, 1946, 1950, 1951, 1952, 1954                   |
| Altınordu SK       | 2       | 3          | 1917, 1918                                                                                     |
| Cadi-Ceuy FC       | 2       | 1          | 1906, 1907                                                                                     |
| Moda FC            | 1       | 3          | 1908                                                                                           |
| HMS Imogene FC     | 1       | 1          | 1905                                                                                           |
| Güneş SK           | 1       | 1          | 1938                                                                                           |
| Istanbulspor AŞ    | 1       | -          | 1932                                                                                           |
| Üsküdar Anadolu SK | -       | 2          | -                                                                                              |
| Vefa SK            | -       | 2          | -                                                                                              |
| Rumblers FC        | -       | 1          | -                                                                                              |
| Strugglers FC      | -       | 1          | -                                                                                              |
| Küçükçekmece SK    | -       | 1          | -                                                                                              |